# Хенкель, Генрих
Генрих Хенкель (нем. Heinrich Henkel; 16 февраля 1822, Фульда — 10 апреля 1899, Франкфурт-на-Майне) — немецкий композитор и музыкальный педагог.

## Биография
Сын городского органиста Михаэля Хенкеля (1780—1851), ученика Иоганна Готфрида Фирлинга. До семнадцати лет учился у своего отца и практиковался в игре на органе в одной из городских церквей, затем продолжил обучение во Франкфурте у Алоиса Шмитта (фортепиано) и, позднее, Иоганна Антона Андре (гармония, теория, композиция). Андре особенно приблизил к себе молодого Хенкеля, используя его в качестве ассистента в своей работе с приобретённым им архивом Вольфганга Амадея Моцарта. Кроме того, слепнувший Андре диктовал Хенкелю учебник контрапункта, изданный Хенкелем после смерти учителя с собственным предисловием. Затем Хенкель некоторое время работал в Фульде и Майнингене, в 1846—1847 гг. совершенствовался как пианист в Лейпциге под руководством Юлиуса Кнорра.
С 1849 г. Хенкель работал во Франкфурте, сочинял фортепианные пьесы и песни, давал уроки, а в 1860 г. вместе с И. К. Гауфом открыл собственную фортепианную школу. Кроме того, Хенкель основал певческое общество, первоначально специализировавшееся в области церковной музыки, но затем расширившее свой репертуар; в частности, под руководством Хенкеля впервые во Франкфурте была исполнена оратория Роберта Шумана «Рай и пери».
Композиторское наследие Хенкеля включает, помимо песен и фортепианных пьес, ряд хоровых сочинений, в том числе посвящённый кайзеру Вильгельму Te Deum (1870). Хенкель опубликовал биографии обоих своих учителей, Андре и Шмитта, однако большая часть его учебных пособий, в том числе «История музыки» и «Методика обучения игре на клавишных инструментах», остались в рукописях. В 1890 г. Хенкель был удостоен степени доктора honoris causa Марбургского университета.
Сын Хенкеля Карл Хенкель (1867—1924) окончил Берлинскую высшую школу музыки по классу скрипки и пользовался определённой известностью как педагог, автор сборника упражнений.